# Ulica Kocmyrzowska w Krakowie
Ulica Kocmyrzowska – ulica w Krakowie, przebiegająca przez dzielnicę XVI Bieńczyce i dzielnicę XVII Wzgórza Krzesławickie. Jest częścią drogi wojewódzkiej nr 776, która łączy Kraków z Buskiem-Zdrój. Wzdłuż ulicy aż do Cmentarza Grębałowskiego biegnie linia tramwajowa, która kończy się na pętli Wzgórza Krzesławickie.

## Historia
W latach 40. XIX wieku zbudowano tzw. drogę kocmyrzowską, która prowadziła przez Bieńczyce w kierunku Kocmyrzowa. Wzdłuż niej w 1899 roku powstała linia kolejowa nr 111. Była to bita, kamienista droga. Tor kolejowy biegł wzdłuż drogi aż do polnej drogi prowadzącej z Bieńczyc do Mogiły (obecnie os. Krakowiaków). Tam odbijał w kierunku stacji Bieńczyce (ul. Stadionowa)  i w Krzesławicach ponownie biegł wzdłuż drogi. W latach 70. XX wieku ulica została przebudowana. Zbudowano linię tramwajową, a sama ulica otrzymała 2 pasy ruchu. 
Ulica swój bieg rozpoczyna na Rondzie Kocmyrzowskim im. ks. Józefa Gorzelanego. Dalej podąża wzdłuż osiedli Teatralnego i Krakowiaków, przez Krzesławice, Grębałów i Wzgórza Krzesławickie, aż do granic administracyjnych miasta.

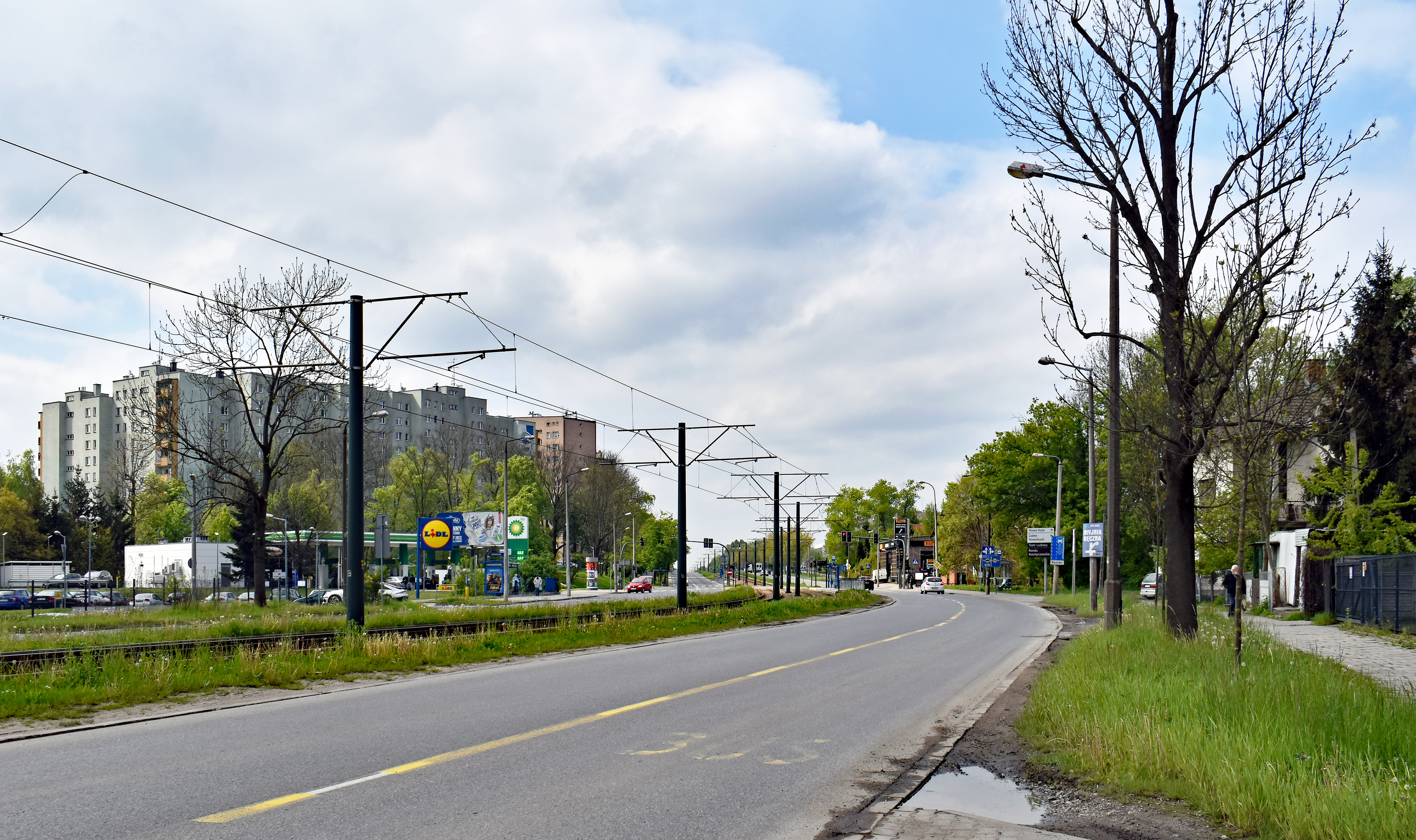
Widok ze skrzyżowania z ul. Nad Dłubnią. Po lewej bloki os. Krakowiaków, po prawej zabudowa Bieńczyc.
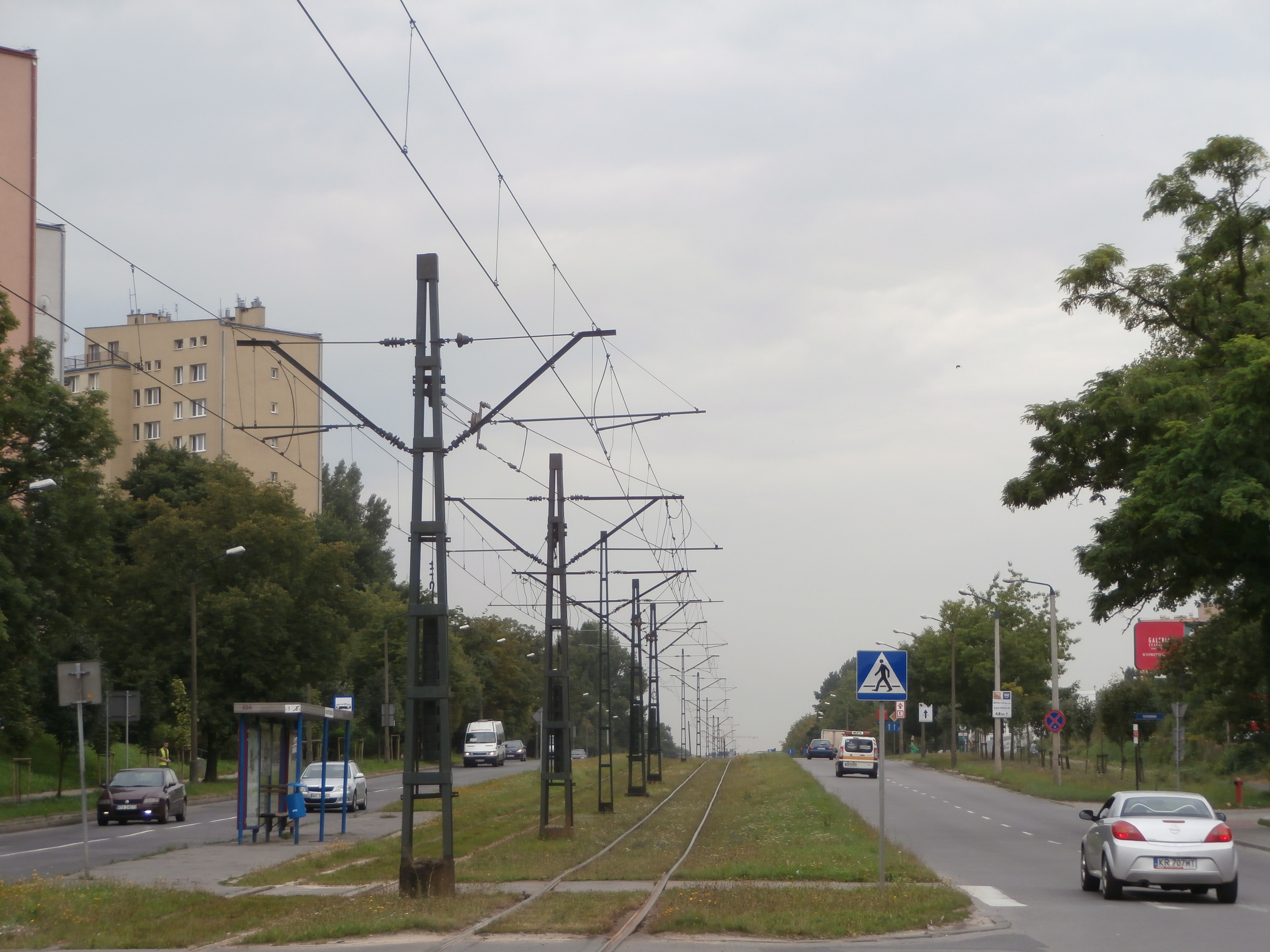
Widok ze skrzyżowania z ulicami Cienistą i Bulwarową na południowy zachód (2014)
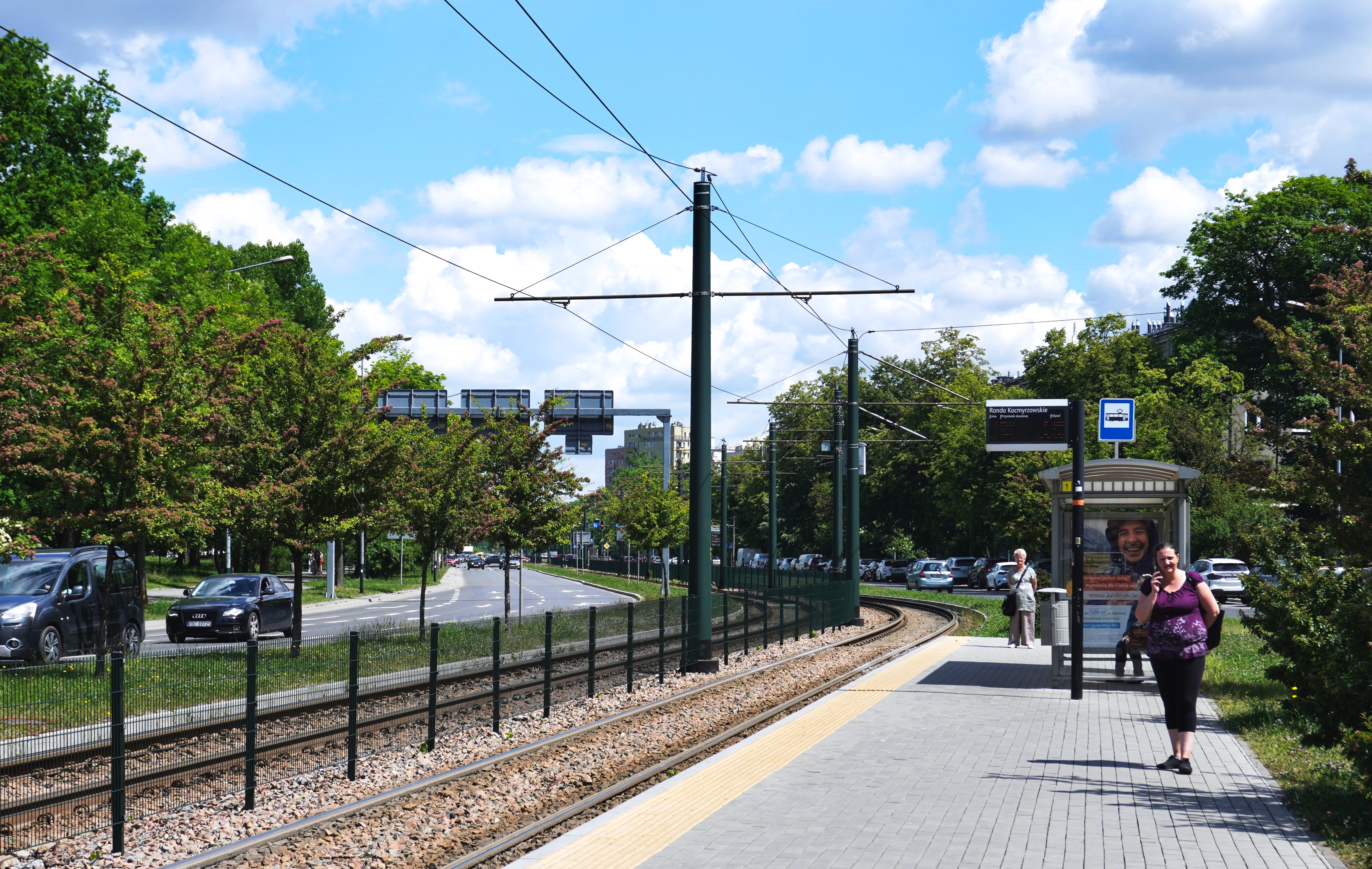
Widok od Ronda Kocmyrzowskiego. Przystanek tramwajowy.